# Krystyna Urbańska
Krystyna Machnicka-Urbańska, née le 13 mars 1947 à Katowice, est une escrimeuse polonaise, pratiquant le fleuret.

## Palmarès

### Jeux olympiques d'été
- 1972 à Munich
  - participation
- 1976 à Montréal
  - participation

### Championnats du monde
- Médaille de bronze par équipe en 1971 à Vienne

### Championnats de Pologne
- en 1978:
  -  Championne de Pologne